# Epimedium platypetalum
Epimedium platypetalum är en berberisväxtart som beskrevs av K.I. Mey.. Epimedium platypetalum ingår i släktet sockblommor, och familjen berberisväxter. Inga underarter finns listade i Catalogue of Life.